# Артюшов, Анатолий Андрианович
Анато́лий Андриа́нович Артюшо́в (6 января 1932, Картуково, Горномарийский район, Марийская автономная область, Горьковский край, РСФСР, СССР ― 2 января 2019, Йошкар-Ола, Россия) ― советский юрист, судья. Заместитель председателя Верховного суда Марийской АССР / Марий Эл (1971—1994). Участник I―II Всероссийских съездов судей (1991, 1993), член Совета судей Российской Федерации. Заслуженный юрист РСФСР (1991), заслуженный юрист Марийской АССР (1985).

## Биография
Родился 6 января 1932 года в деревне Картуково ныне Горномарийского района Марий Эл. 
В 1954 году окончил Саратовский юридический институт.
По окончании института в 1954―1957 годах работал следователем прокуратуры, в 1957―1960 годах ― народный судья 1-го участка Звениговского района Марийской АССР, в 1960―1961 годах ― народный судья, в 1961―1965 годах ― председатель Звениговского районного народного суда МАССР, в 1965―1971 годах ― вновь народный судья этого суда. За время работы на должности судьи зарекомендовал себя как добросовестный работник, грамотный специалист и квалифицированный судья.
В 1971―1994 годах ― член коллегии, первый заместитель председателя Верховного суда Марийской АССР / Марий Эл. Ему присвоен первый квалификационный класс судьи, 3 октября 1994 года вышел в почётную отставку.
В 1996―1998 годах ― доцент юридического факультета Марийского государственного университета.  
Активно участвовал в общественной жизни суда и судейского сообщества республики: в 1991 и 1993 годах принимал участие в работе I и II Всероссийских съездов судей, был избран членом Совета судей Российской Федерации.
В 1991 году ему присвоено почётное звание «Заслуженный юрист РСФСР». Награждён медалями, Почётной грамотой Президиума Верховного Совета Марийской АССР и Почётными грамотами Верховного суда МАССР и Совета судей Республики Марий Эл.
Автор книги «Записки советского судьи» (2019). 
Ушёл из жизни 2 января 2019 года в Йошкар-Оле. 

## Звания и награды
- Заслуженный юрист РСФСР (24 декабря 1991)[1][2] ― за заслуги в укреплении законности и многолетнюю добросовестную работу[7][8]
- Заслуженный юрист Марийской АССР (1985)[1][2]
- Медаль «В ознаменование 100-летия со дня рождения Владимира Ильича Ленина» (1970)
- Медаль «Ветеран труда»
- Почётная грамота Президиума Верховного Совета Марийской АССР (1982)[1][2]